# Sjoukje Dijkstra
Sjoukje Dijkstra (n. 28 ianuarie 1942, Akkrum⁠(d), Boarnsterhim, Provincia Frizia, Țările de Jos – d. 2 mai 2024, Someren, Brabantul de Nord, Țările de Jos) a fost o patinatoare artistică ce a reprezentat Țările de Jos, medaliată olimpică. A participat la 3 ediții ale Jocurilor Olimpice (1956, 1960, 1964) în care a câștigat o medalie de aur și o medalie de argint.